# 沈升
沈升（1376年—1446年），浙江海寧人，明朝政治人物、進士。
永乐二年，其中進士二甲第三十二名，入學文淵閣，后授刑部主事，參與修撰《五經四書性理大全》，歷任四川、河南布政司參議，官至太僕寺少卿。